# Kanton Lassigny
Der Kanton Lassigny war bis 2015 ein französischer Wahlkreis im Arrondissement Compiègne, im Département Oise und in der Region Picardie; sein Hauptort war Lassigny. Vertreter im Generalrat des Départements war zuletzt von 2002 bis 2015 Thierry Frau.
Der Kanton Lassigny war 175,38 km² groß und hatte (1999) 8122 Einwohner, was einer Bevölkerungsdichte von 46 Einwohnern pro km² entsprach. Er lag im Mittel 85 Meter über Normalnull, zwischen 37 Meter in Élincourt-Sainte-Marguerite und 188 Meter in Mareuil-la-Motte.

## Gemeinden
Der Kanton bestand aus 22 Gemeinden:
| Gemeinde                    | Einwohner Jahr | Fläche km² | Bevölkerungsdichte | Code INSEE | Postleitzahl |
| --------------------------- | -------------- | ---------- | ------------------ | ---------- | ------------ |
| Amy                         | 371 (2013)     | –          | – Einw./km²        | 60011      | 60310        |
| Avricourt                   | 257 (2013)     | –          | – Einw./km²        | 60035      | 60310        |
| Beaulieu-les-Fontaines      | 608 (2013)     | –          | – Einw./km²        | 60053      | 60310        |
| Candor                      | 283 (2013)     | –          | – Einw./km²        | 60124      | 60310        |
| Cannectancourt              | 531 (2013)     | –          | – Einw./km²        | 60126      | 60310        |
| Canny-sur-Matz              | 377 (2013)     | –          | – Einw./km²        | 60127      | 60310        |
| Crapeaumesnil               | 192 (2013)     | –          | – Einw./km²        | 60174      | 60310        |
| Cuy                         | 224 (2013)     | –          | – Einw./km²        | 60192      | 60310        |
| Dives                       | 379 (2013)     | –          | – Einw./km²        | 60198      | 60310        |
| Écuvilly                    | 304 (2013)     | –          | – Einw./km²        | 60204      | 60310        |
| Élincourt-Sainte-Marguerite | 913 (2013)     | –          | – Einw./km²        | 60206      | 60157        |
| Évricourt                   | 205 (2013)     | –          | – Einw./km²        | 60227      | 60310        |
| Fresnières                  | 168 (2013)     | –          | – Einw./km²        | 60258      | 60310        |
| Gury                        | 228 (2013)     | –          | – Einw./km²        | 60292      | 60310        |
| Laberlière                  | 190 (2013)     | –          | – Einw./km²        | 60329      | 60310        |
| Lagny                       | 545 (2013)     | –          | – Einw./km²        | 60340      | 60310        |
| Lassigny                    | 1.399 (2013)   | –          | – Einw./km²        | 60350      | 60310        |
| Mareuil-la-Motte            | 636 (2013)     | –          | – Einw./km²        | 60379      | 60490        |
| Margny-aux-Cerises          | 244 (2013)     | –          | – Einw./km²        | 60381      | 60310        |
| Plessis-de-Roye             | 236 (2013)     | –          | – Einw./km²        | 60499      | 60310        |
| Roye-sur-Matz               | 463 (2013)     | –          | – Einw./km²        | 60558      | 60310        |
| Thiescourt                  | 758 (2013)     | –          | – Einw./km²        | 60632      | 60310        |